# ブルーグラス (企業)
ブルーグラス（BLUE GRASS）は、株式会社コックスが展開する店舗ブランドである。

## 概要
1984年（昭和59年）9月に「株式会社ブルーグラス」を設立
1995年（平成7年）2月に株式額面変更の目的で株式会社松阪ニューデパートに吸収合併され、同年11月に株式を店頭登録した。
タカキューのレディス部門子会社であった株式会社メルスから2000年（平成12年）9月に120店舗の営業権を譲受された。
イオングループにおける衣料専門店として運営を行ってきたが、2010年（平成22年）8月21日に同じイオングループで衣料専門店を行う株式会社コックスに吸収合併され、法人としての「ブルーグラス」は消滅。「ブルーグラス」はコックスが展開する店舗ブランドとなった。